# Militaria dell'Esercito Italiano

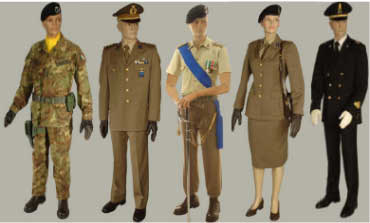
Esempi di uniformi dell'Esercito italiano

Per militaria dell'Esercito Italiano si intende l'insieme di mostreggiature, fregi, distintivi, gradi, uniformi, che costituiscono una delle componenti più interessanti dell'equipaggiamento di un soldato italiano. Ogni elemento ha un preciso significato basato su un proprio codice di identificazione rappresentativo del mondo militare, dei suoi valori, della sua storia, affondando le proprie radici nelle tradizioni che ne fanno un elemento chiave dell'evolversi dell'Esercito Italiano, sua evoluzione nella storia e dei suoi sistemi di codificazione.
Sono inoltre associati alla militaria tutte le repliche di armi, mezzi e materiali, le decorazioni, le stampe e tutto ciò che sia legato in qualche modo all'Esercito Italiano e alla sua storia.
La militaria dell'Esercito, così come quella legata ad altre forze armate italiane e straniere, è oggetto di collezioni in tutto il mondo che alimentano un vero e proprio mercato dedicato.

## Uniformi
I militari dell'Esercito, appartenenti a tutte le categorie per lo svolgimento del proprio servizio, o al di fuori di esso per distinguere il proprio status dai "civili", utilizzano un insieme di capi di vestiario, variabili per foggia e colori a seconda delle stagioni e del clima, in versione maschile e femminile, che compongono l'Uniforme.
Esistono vari tipi di Uniforme, a seconda del particolare impiego cui sono associate, quindi ci sarà l'Uniforme di Servizio e Combattimento, l'Uniforme Ordinaria, l'Uniforme di Servizio e Cerimonia, l'Uniforme storica e tutte le loro sottovarianti dette "derivate" con l'applicazione di pullover, berretti, decorazioni, sciarpa azzurra, mantelline, ecc.

### Uniforme di servizio e combattimento

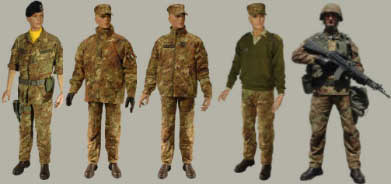
Uniformi da servizio

È in dotazione a tutte le forze armate italiane secondo un modello standard ma con l'aggiunta di un distintivo di riconoscimento a bassa visibilità personalizzato per ogni Corpo. Si compone di giubba e pantaloni unisex, e la sua trama mimetica è realizzata in due versioni, adatte al territorio italiano e desertico, in tessuto antistrappo, composto da uno schema di mascheramento a più toni di verde, giallo e marrone nella versione italiana e giallo, bianco e marrone nella versione desertica. Alle truppe alpine è in dotazione anche una versione bianca da utilizzare su terreni innevati.
La giubba ha una chiusura a cinque bottoni con copribottoni, due ampie tasche a toppa con soffietto poste sul petto, chiuse con pattina a due bottoni con l'attaccatura superiore inclinata in basso verso l'abbottonatura centrale della giubba. Il colletto senza cinturino è guarnito di stellette in stoffa nere e verdi a bassa visibilità. Sulla fascia copribottoni di chiusura, all'altezza delle tasche pettorali, una linguetta di stoffa funge da supporto per le insegne di grado tubolari, sostituendo il precedente supporto in velcro per gradi "a strappo".  Sopra le due tasche pettorali è presente con supporto in velcro la fascetta portanome e quella di Forza Armata con l'aggiunta per le truppe paracadutiste un ulteriore supporto rettangolare sul lato destro per applicare il distintivo del brevetto di paracadutista militare. Su ambedue le maniche è cucita una tasca chiusa da un'aletta con velcro.
Sul braccio sinistro è applicato lo scudetto di nazionalità e sulla destra un supporto in velcro per eventuali altre insegne, generalmente riferite alla Brigata di appartenenza. I pantaloni hanno quattro tasche più due ampie a metà coscia con chiusura a bottoni, rinforzi al ginocchio, con imbottitura per le aviotruppe, che è sagomato per evitare strappi sul cavallo. Alla caviglia il pantalone può essere chiuso con un laccetto elastico.
L'Uniforme si completa con calzature di specialità, guanti e maglietta a collo rovesciato o a maniche corte, se in versione invernale o estiva. A seconda dell'attività alla versione base appena descritta si aggiungono capi di corredo, equipaggiamento e armamento che generano uniformi specifiche. In distribuzione al personale d'ogni grado, una comoda giacca a vento con sovrapantalone, dotata di cappuccio e un "liner" denominato corpetto autoportante.
L'Uniforme di Servizio e Combattimento in versione Servizio può essere adattata alle diverse condizioni climatiche; in tale caso, conserva pantaloni e calzature e sostituisce la giubba con, a seconda del caso, la sola maglietta verde oliva con l'applicazione dell'insegna di grado al petto, la camicia a maniche corte, la camicia e maglione con scollo a "V". Tali combinazioni, vengono adottate su decisione dei Comandanti. 

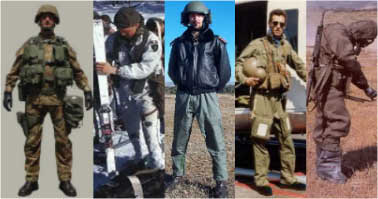
Uniformi da combattimento speciali

La versione "da combattimento" dell'uniforme di servizio e combattimento, si ottiene aggiungendo alla tenuta base l'elmetto, completo di telino antiriflesso, la sciarpa a rete, il cinturone con le buffetterie (portacaricatori, giberne, borraccia), la maschera anti NBC, l'armamento e, quando previsto, il giubbetto antiproiettile o antischegge. Oltre a questi materiali esiste un pratico "combat jacket" che consente di trasportare su di un corsetto multitasche tutto l'equipaggiamento individuale, munizionamento e viveri, generalmente distribuito alle truppe da impiegare in teatro operativo.
Le Truppe Alpine per il loro specifico impiego, utilizzano dei capi mimetici aggiuntivi per terreni innevati, oltre ad avere in dotazione un caldo giubbotto mimetico. Per la condotta delle operazioni in ambiente contaminato, tutto il personale riceve in dotazione un sopravvestito in speciale tessuto trattato completo di guanti e calzari.
Il personale dell'Aviazione dell'Esercito, utilizza la tenuta di volo, composta da una tuta mono pezzo e completata da un giubbotto verde oliva chiaro, con casco di volo e speciali calzature. Tutte le unità corazzate, blindate e semoventi fanno invece uso della tuta monopezzo verde salvia degli equipaggi carri, completata d'inverno dal confortevole giubbotto di pelle.

### Uniformi ordinarie e derivate

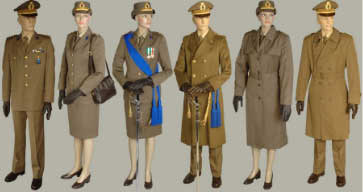
Uniformi ordinarie e derivate

L'uniforme ordinaria si compone di una giacca a un petto a quattro bottoni, dorati fino al grado di colonnello e argentati per gli ufficiali generali, quattro tasche a toppa con cannello centrale e chiusura a pattina con bottone, controspalline sfilabili fermate da un bottone a pressione. I pantaloni sono di taglio classico, con le pinces, quattro tasche e taschino per orologio. La camicia è a due taschini e, completano l'uniforme, cravatta, guanti marroni di pelle, scarpe basse marrone, calzini di filo kaki oliva, berretto rigido o copricapo di specialità.
Non è prevista una differente foggia o colore per le uniformi estive e invernale, le cui differenze sono solo nel tessuto. A seconda delle condizioni climatiche può essere utilizzato il cappotto in castorino (ormai in disuso) o il soprabito impermeabile in verde oliva distribuito a tutto il personale.

### Uniformi di servizio e derivate

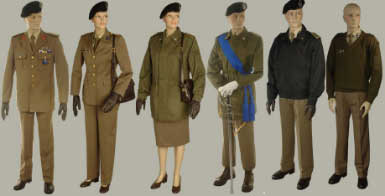
Uniformi di servizio invernali

L'uniforme di servizio invernale è identica per taglio e colore all'ordinaria, con l'unica differenza di utilizzare come copricapo sempre quello di specialità.
All'interno delle installazioni militari o nelle immediate adiacenze, la giacca può essere sostituita dal maglione con scollo a "V" aggiungendo le mostrine al colletto della camicia. Con l'uniforme di servizio si può indossare l'impermeabile. È in cotone verde oliva, a un petto chiuso da quattro bottoni in frutto con due tasche interne e due esterne, maniche chiuse con polsino e controspalline.

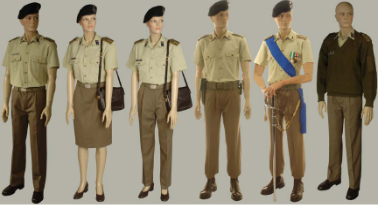
Uniformi di servizio estive

L'uniforme di servizio estiva è uno spezzato, identico per personale maschile e femminile, a meno del verso dell'abbottonatura delle camicie, composto da camicia chiara e pantaloni dello stesso colore dell'invernale. La camicia si porta con colletto aperto e ha due taschini a toppa, con cannello centrale, chiusi da una pattina con bottoncino. Le maniche sono corte sopra il gomito, le controspalline fisse e fermate da bottoncino. I pantaloni, di taglio classico, vengono indossati con il cinturino di canapa con piastra e fregio pluriarma. Le scarpe basse marroni o nere completano la tenuta con l'utilizzo del copricapo di specialità.
Associando all'uniforme di Servizio l'armamento individuale, il cinturone, gli stivaletti da combattimento e gli altri accessori come le decorazioni, oppure la sciabola e la sciarpa azzurra, si ottengono le tenute, sia estiva che invernale, per servizi armati speciali o per servizi armati di parata e d'onore.

### Uniformi da cerimonia e derivate

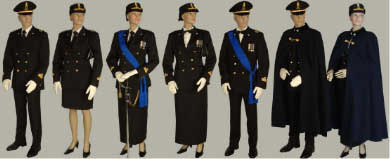
Uniformi da cerimonia

L'uniforme da cerimonia, è dal 2004 un doppio petto a sei bottoni di colore completamente nero in estate e in inverno con due tasche sui fianchi, senza pagina.
Utilizzata da tutto il personale in servizio permanente prevede pantaloni di taglio classico in tessuto, come per la giacca, diverso a seconda della versione.
In inverno si può indossare la mantella blu fanteria. L'uniforme è completata dal berretto rigido nero uguale per tutte le specialità, dai guanti bianchi e scarpe basse nere.
A seconda dei capi di vestiario indossati, camicia e cravatta, e gli accessori, decorazioni, sciarpa azzurra e sciabola, si ottengono tutte le "derivate" e cioè la grande uniforme da cerimonia (cravatta, sciarpa azzurra, sciabola, decorazioni), l'
uniforme da sera (con papillon), l'uniforme da società (con papillon e decorazioni) e l'uniforme di gala (papillon, sciarpa azzurra e decorazioni).

### Uniformi storiche

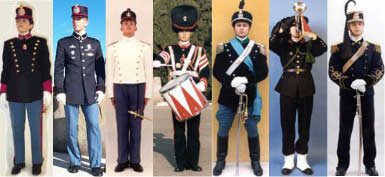
Uniformi storiche

Le uniformi storiche, sono in uso all'Accademia militare di Modena, alle Scuole militari della Nunziatella e Teulié e alla Scuola sottufficiali di Viterbo, e ai Reggimenti impiegati per la maggiore a Roma per servizi armati, di rappresentanza e guardia d'onore. Tra questi vanno ricordati i Lancieri di Montebello e i Granatieri di Sardegna.
Le uniformi storiche riproducono nelle linee generali delle tenute ottocentesche dell'esercito sabaudo e si compongono di giubbe turchino profilata con i colori d'arma e abbottonatura semplice o doppia, pantaloni celeste guarniti della pistagna con i colori dell'arma o del reggimento, copricapo di specialità, buffetterie in cuoio naturale o bianche.

### Galleria d'immagini

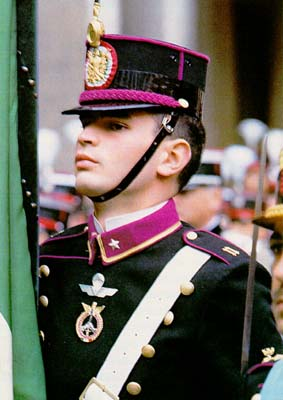
Allievo Accademia Militare
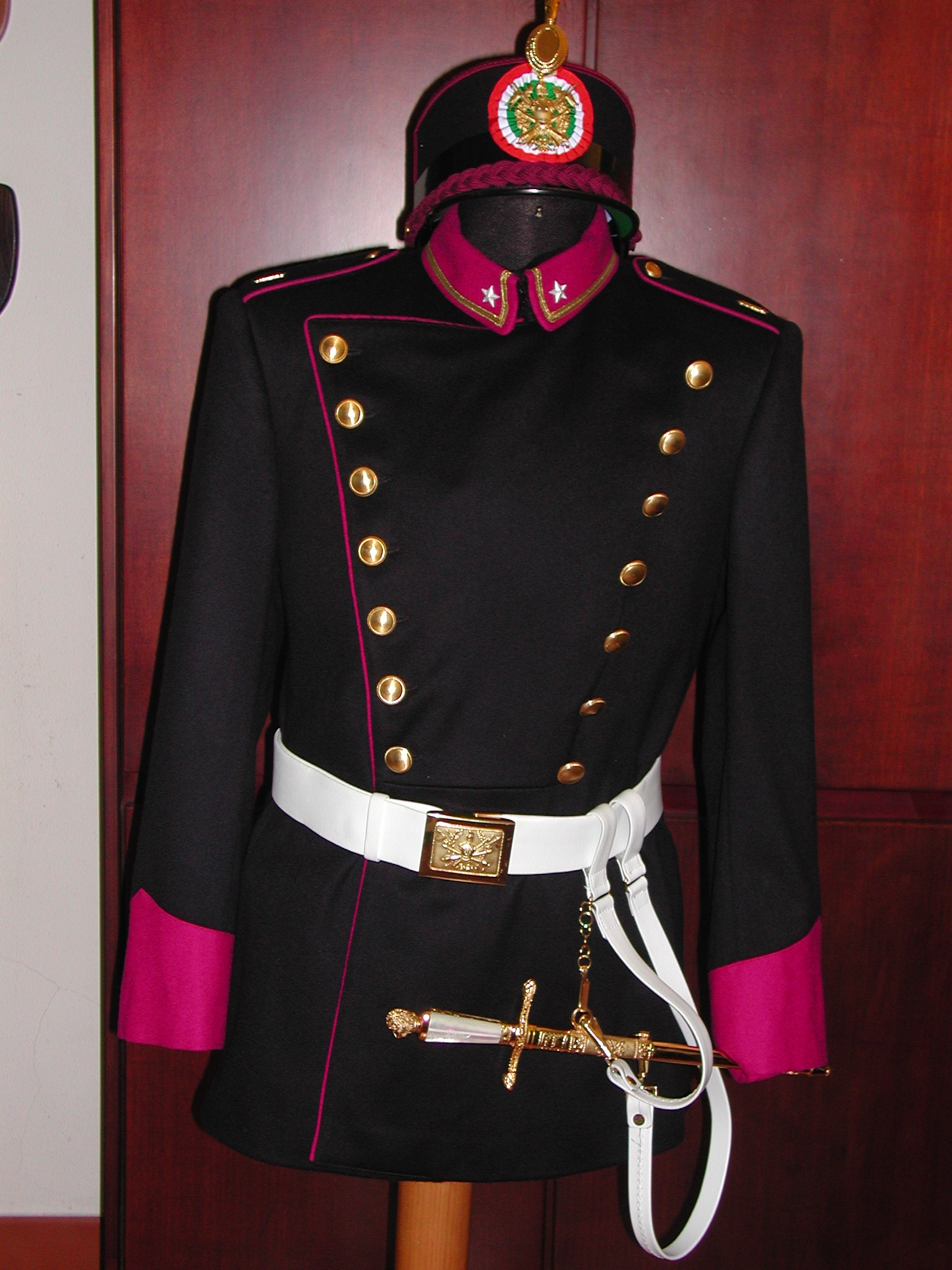
Uniforme storica dell'accademia
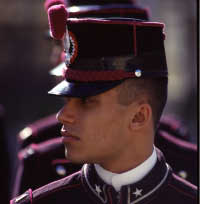
Uniforme storica invernale Allievo Scuole Militari
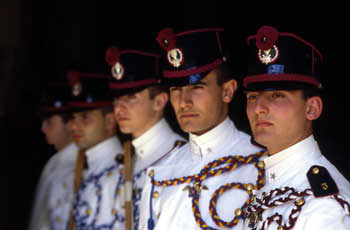
Uniforme storica estiva Allievo Scuole Militari
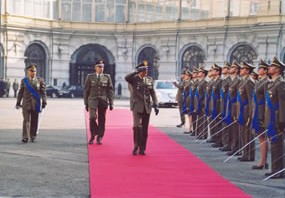
Cerimonia scuola di applicazione
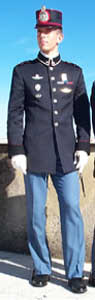
Uniforme storica da allievo Maresciallo
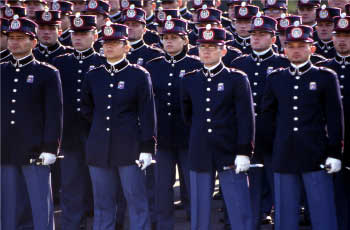
Allievi marescialli in uniforme storica
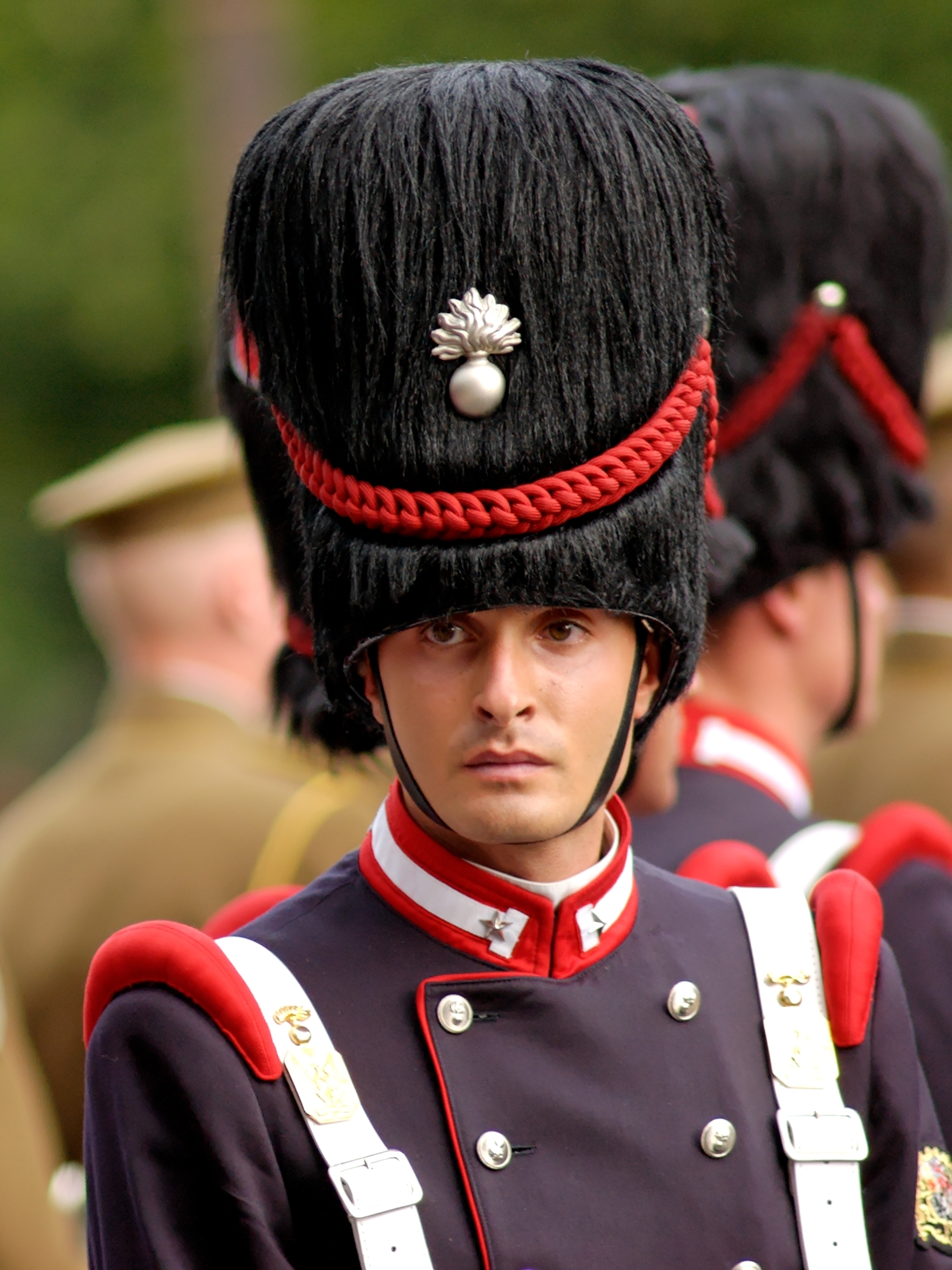
Granatiere di Sardegna in uniforme storica
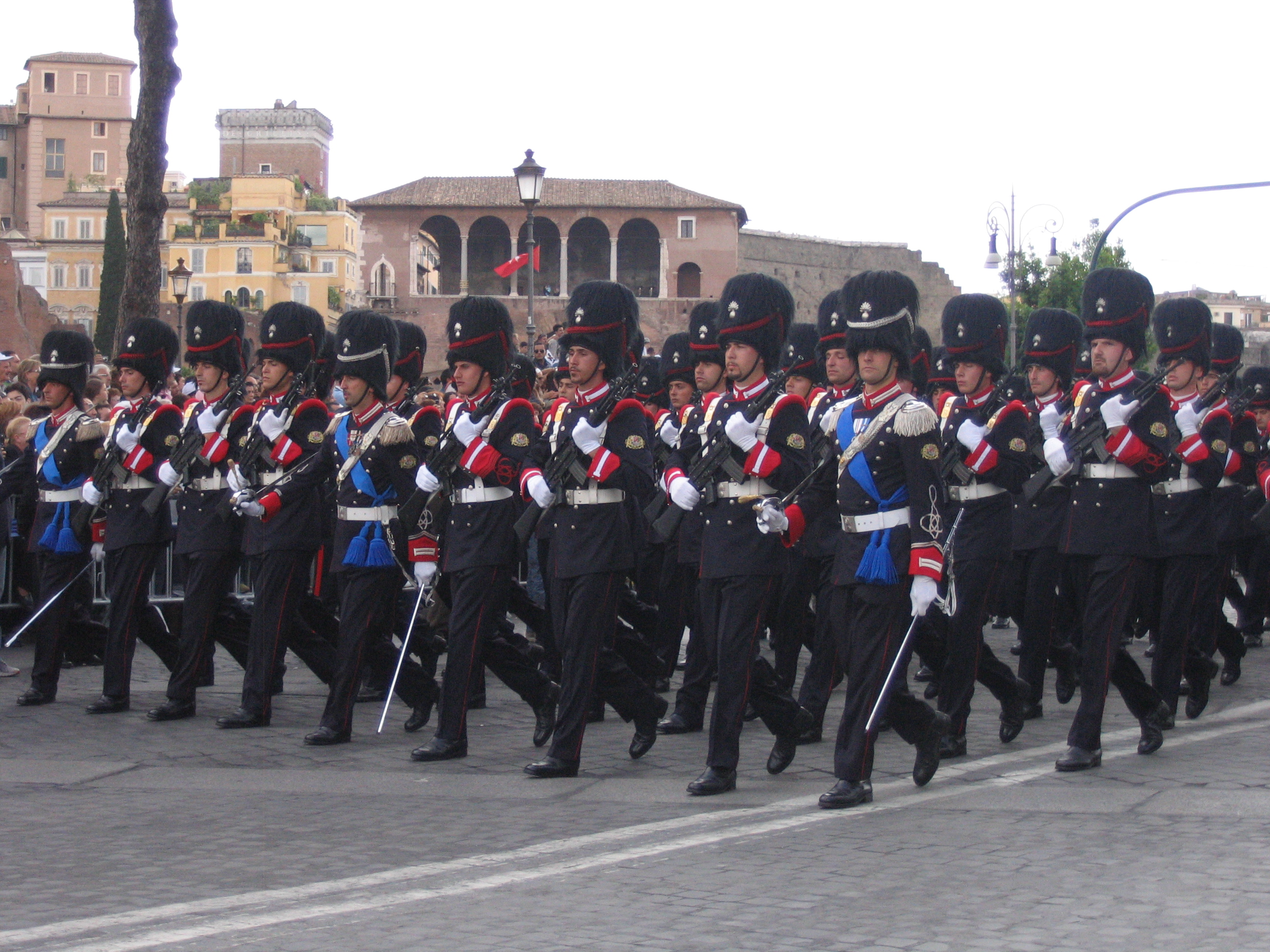
Reggimento Granatieri di Sardegna in uniforme storica
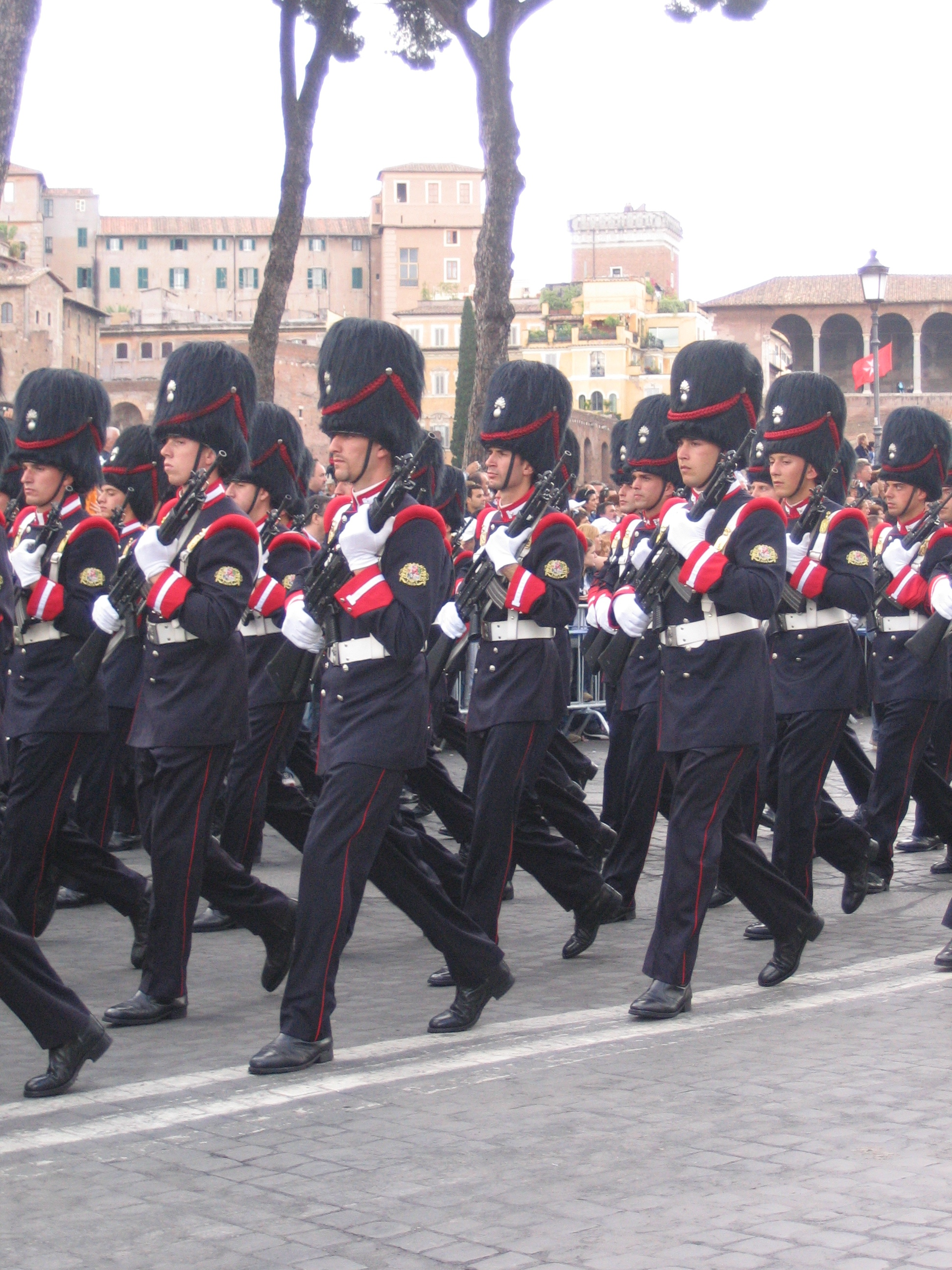
Granatieri in uniforme storica
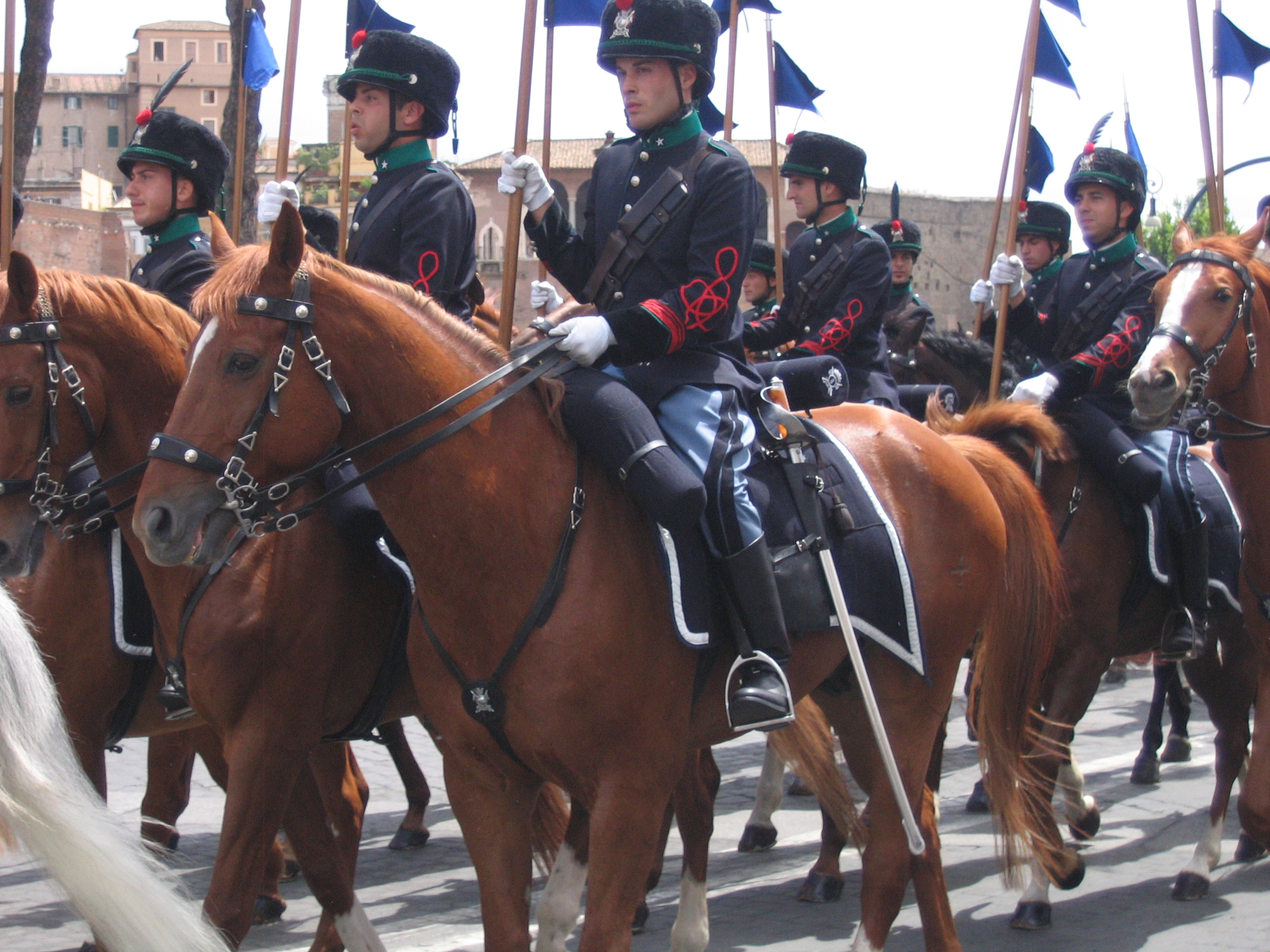
Cavalieri del Reggimento "Lancieri di Montebello" in uniforme storica
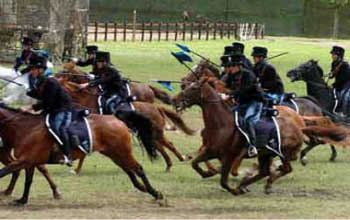
carica di cavalleria
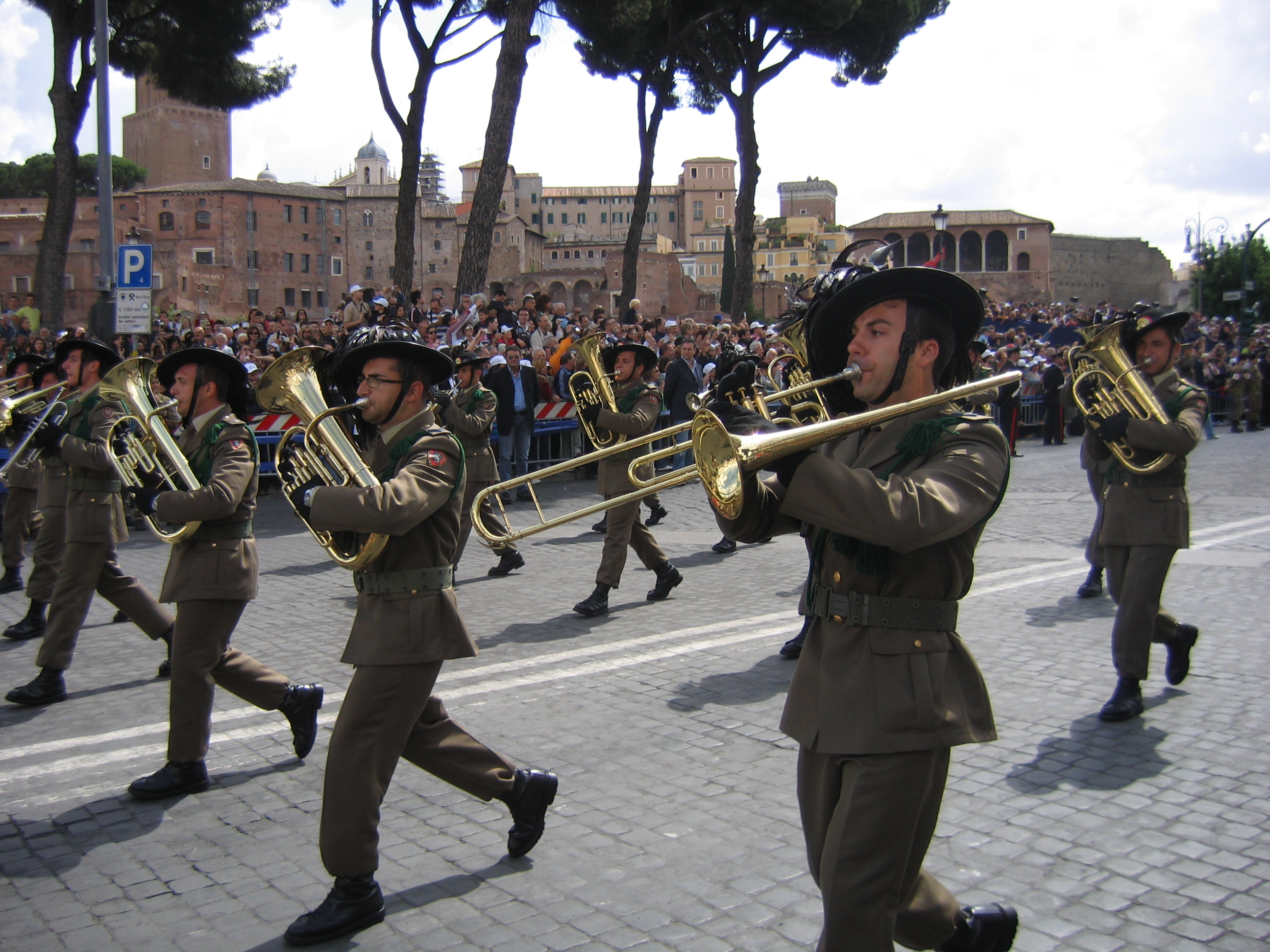
Fanfare dei Bersaglieri
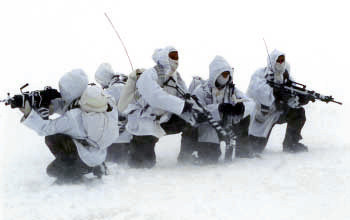
Alpini in esercitazione
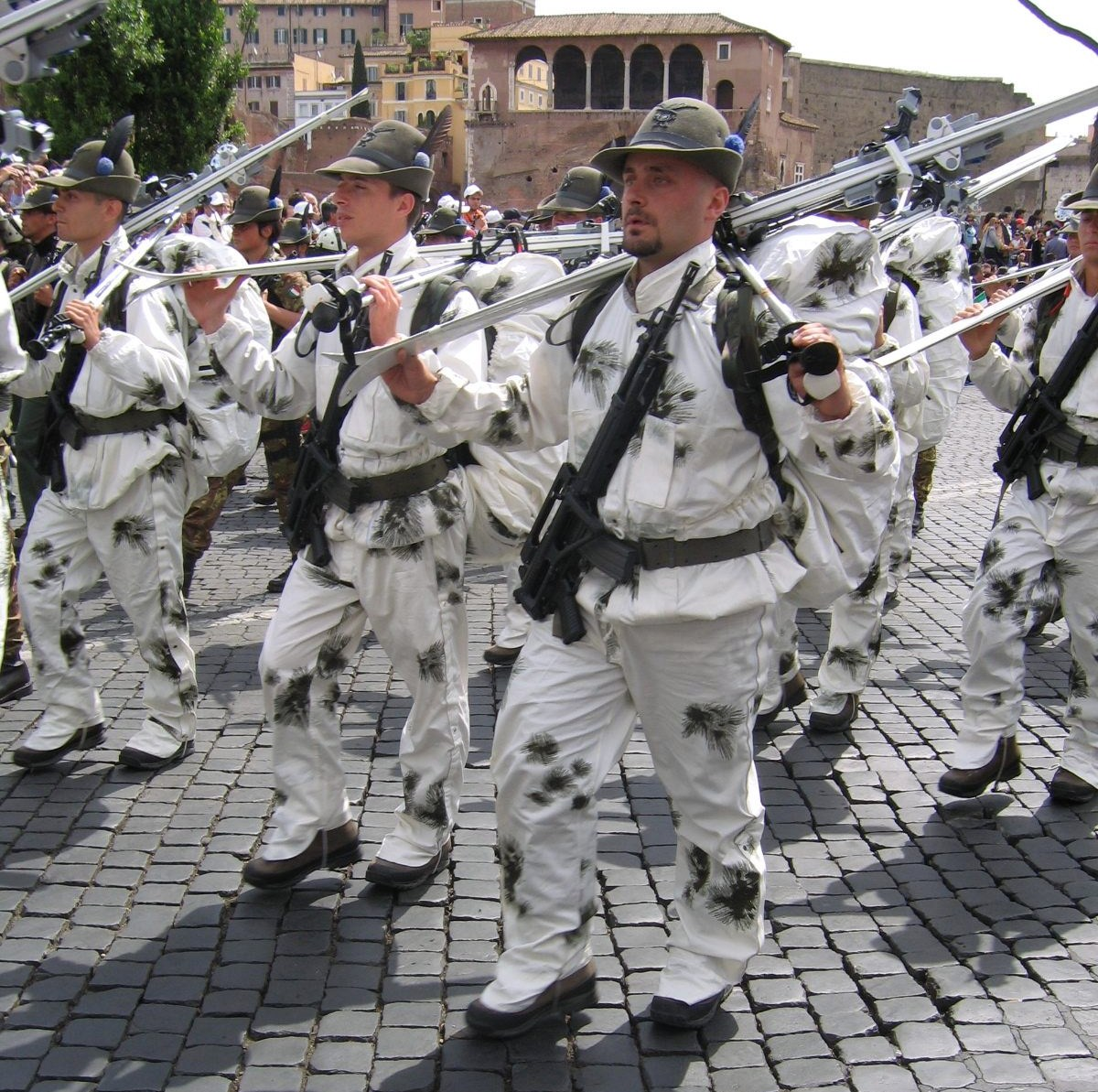
Alpini in uniforme da neve
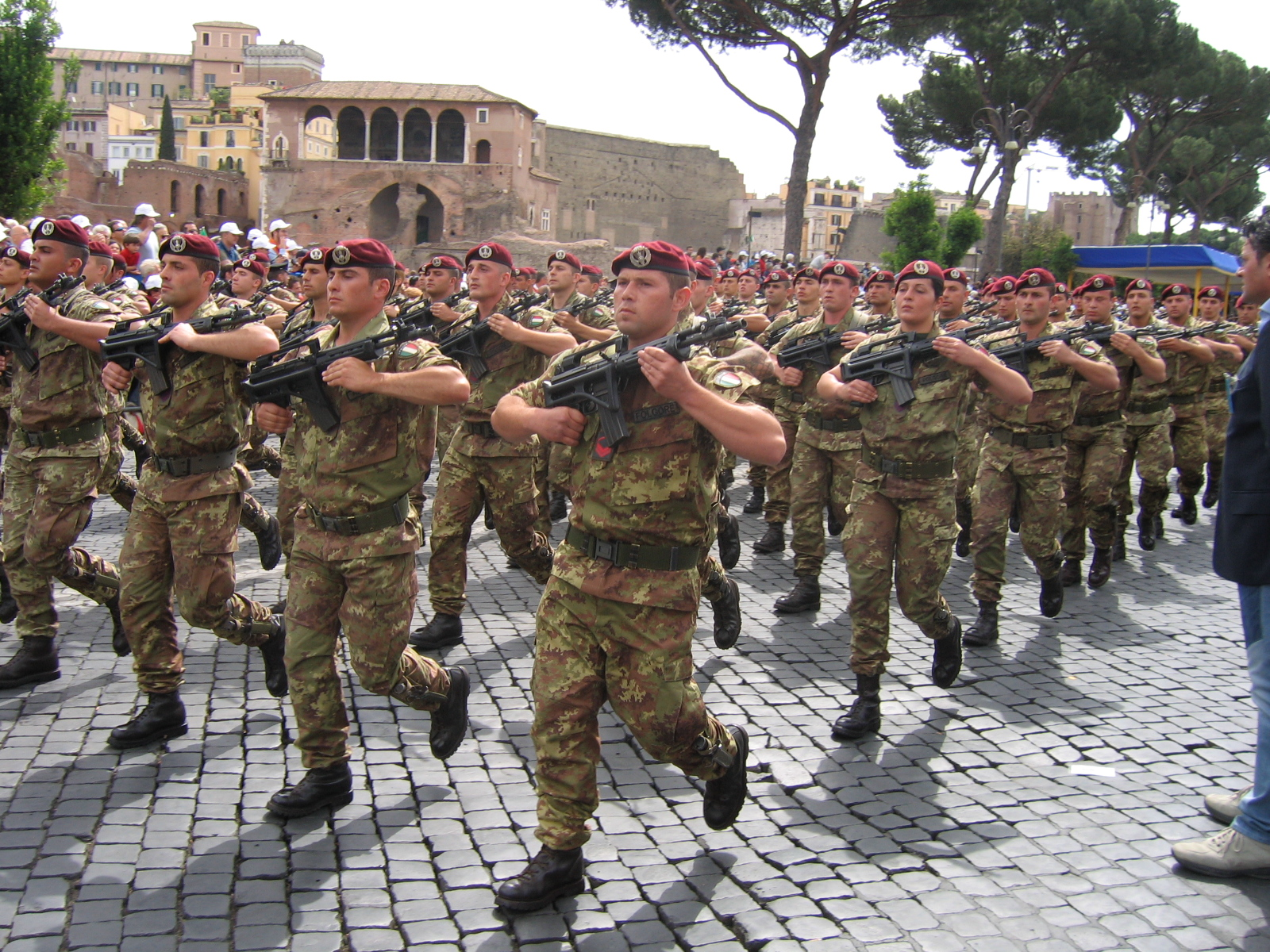
Paracadutisti in parata
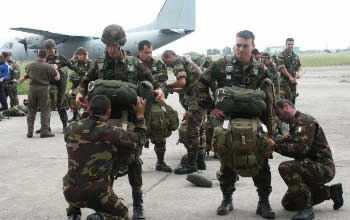
Paracadutisti prima di un lancio
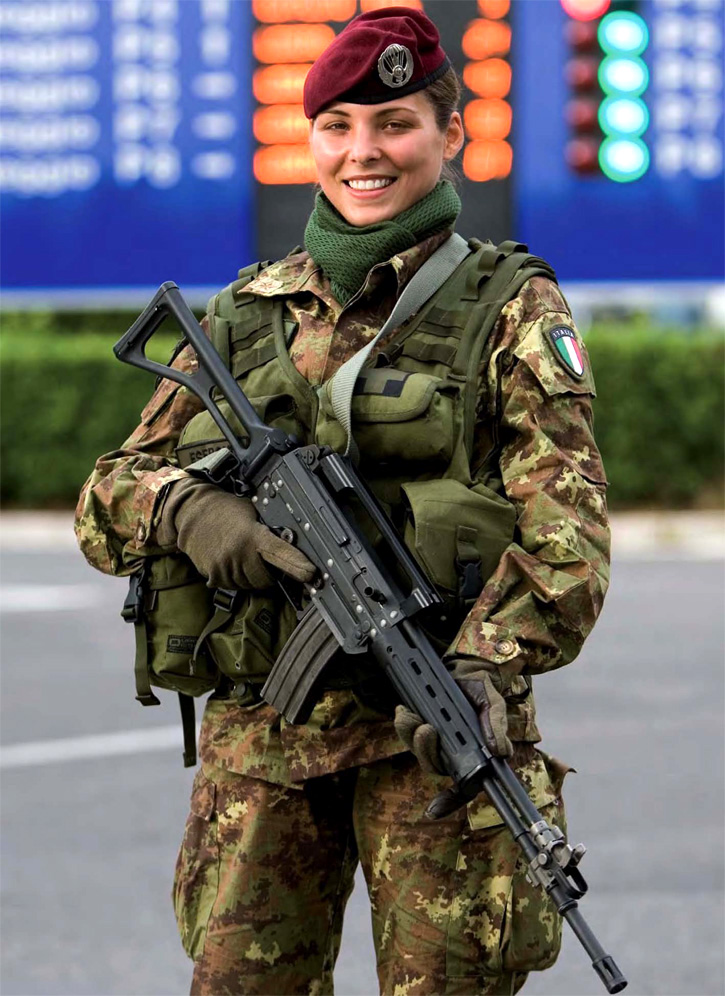
Paracadutista italiana in posa
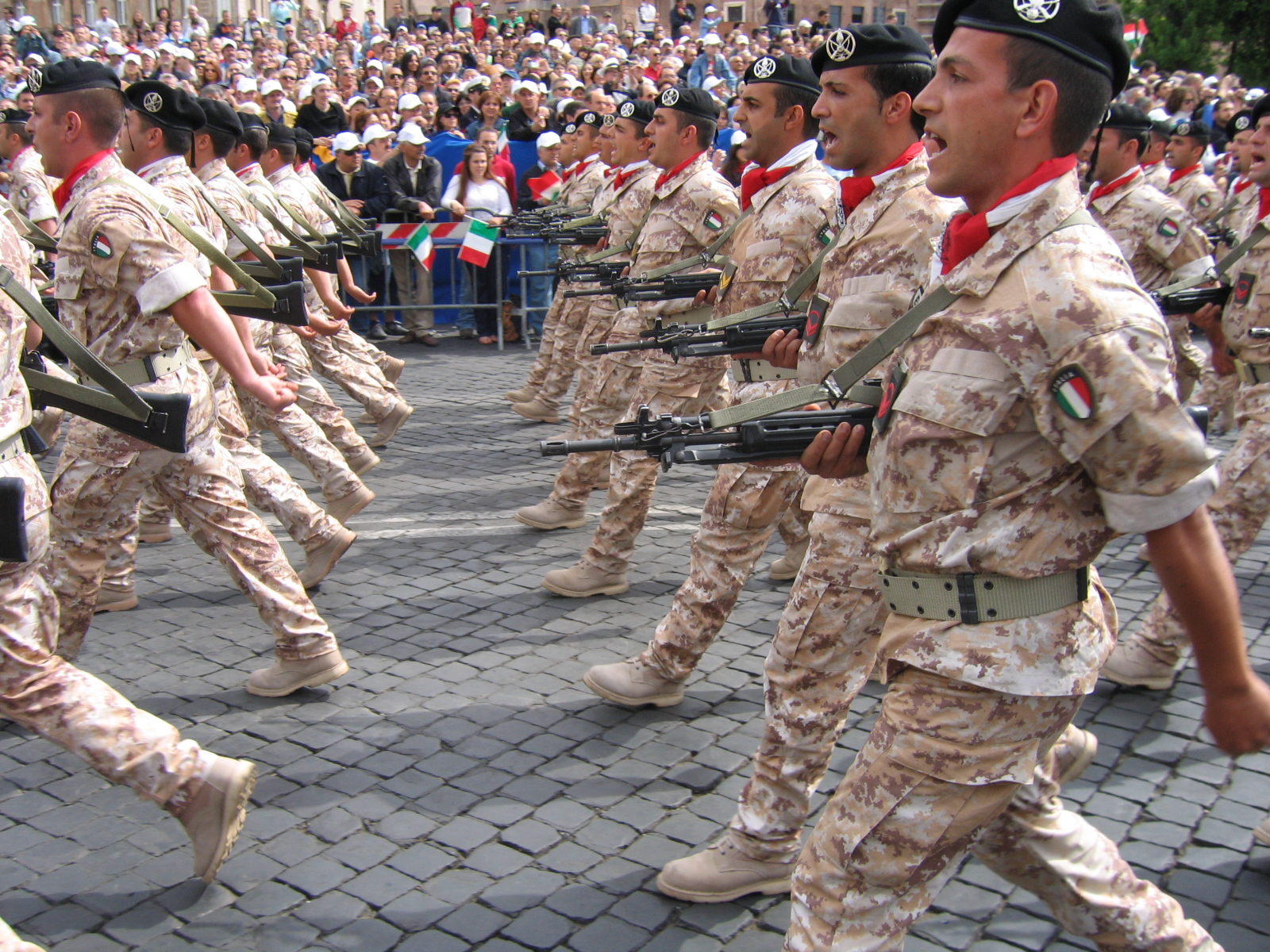
Sassari in parata, uniforme desertica
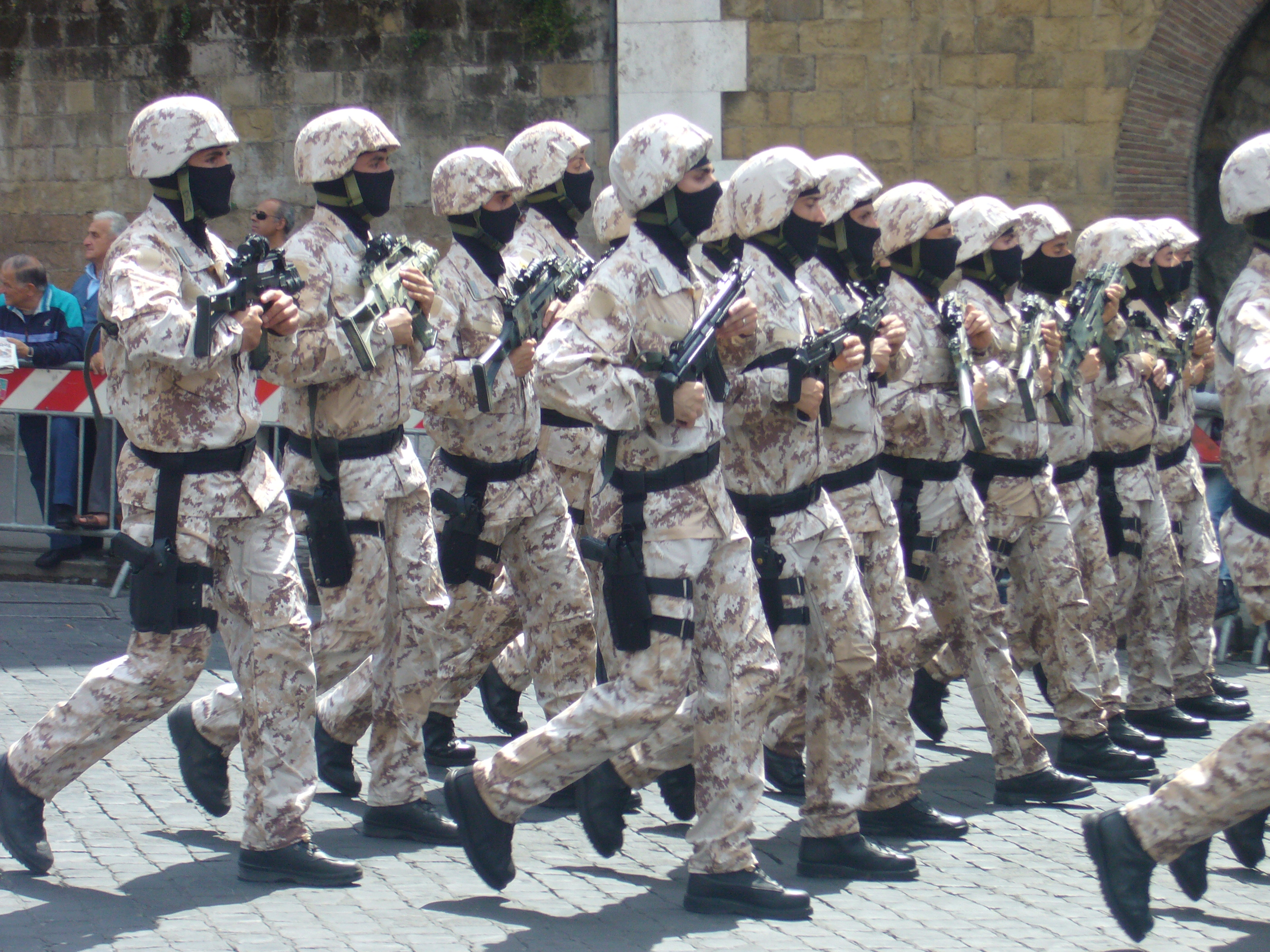
GIS in divisa vegetata desertica
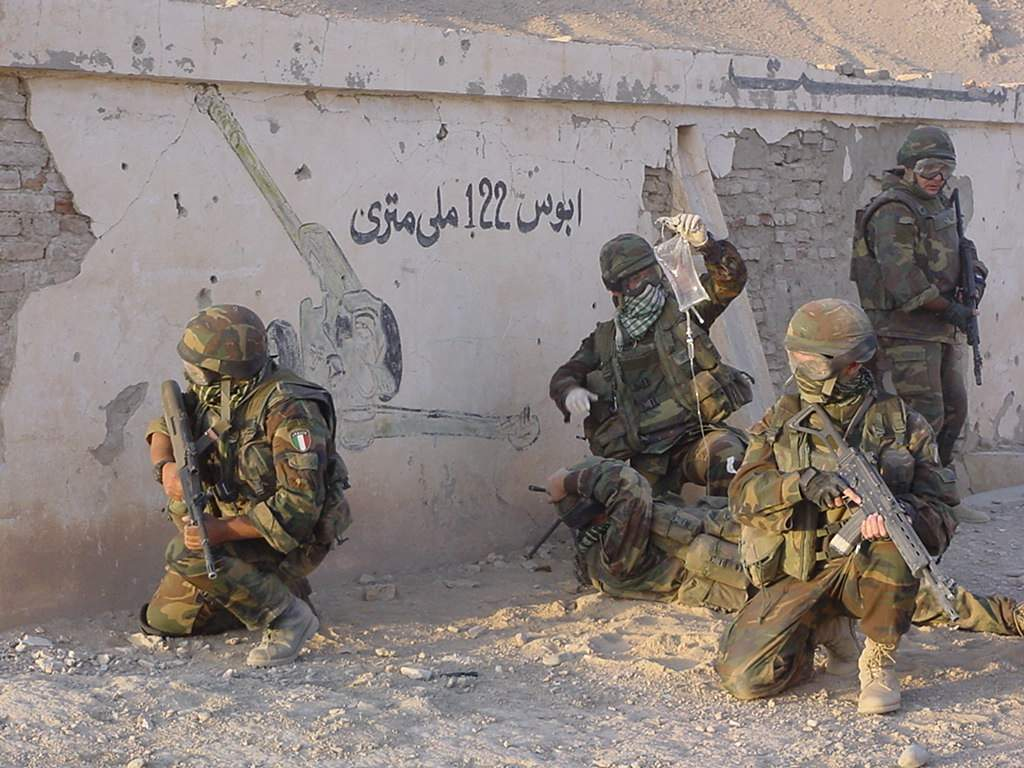
Impiego operativo
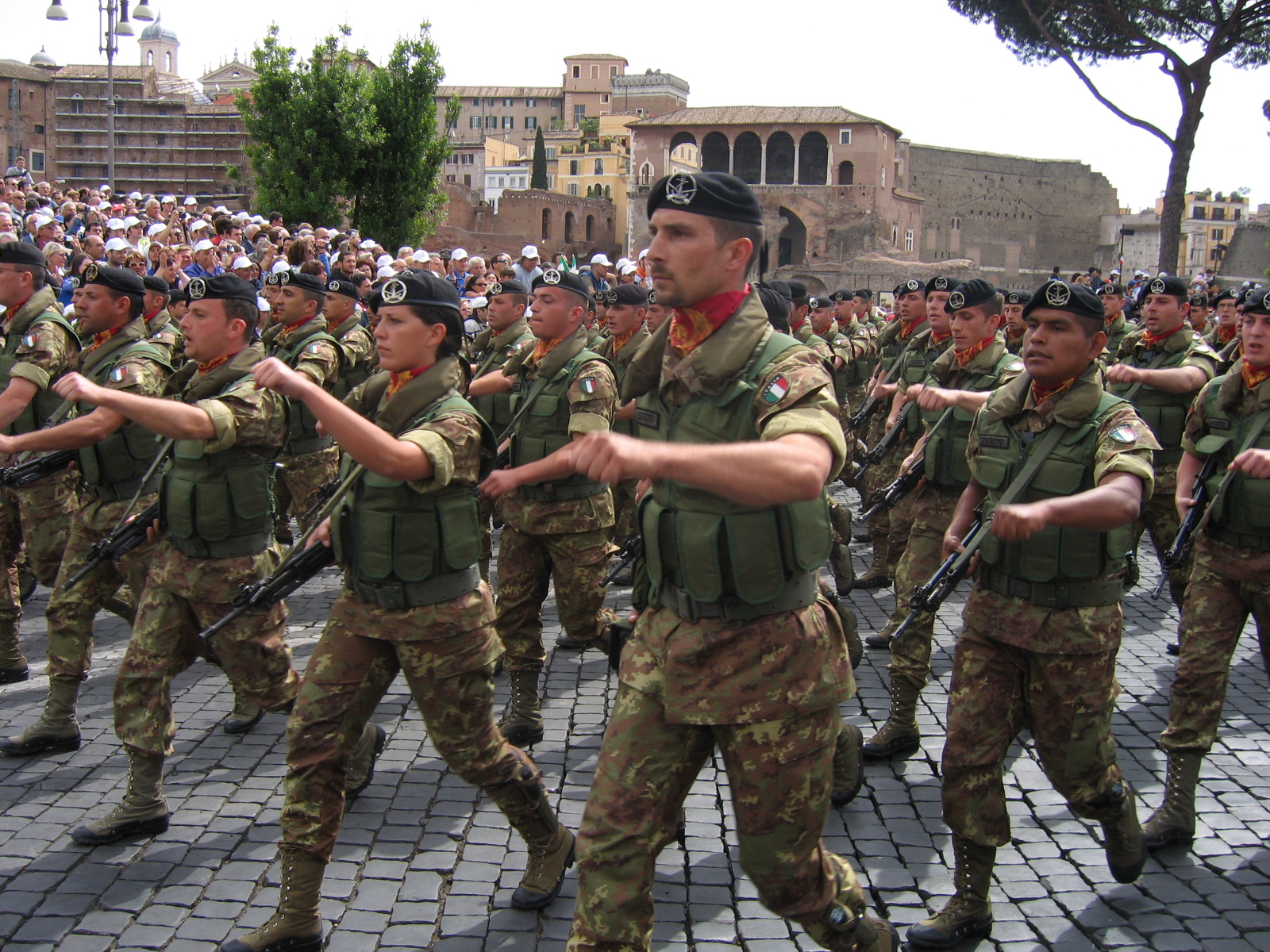
Lagunari in parata
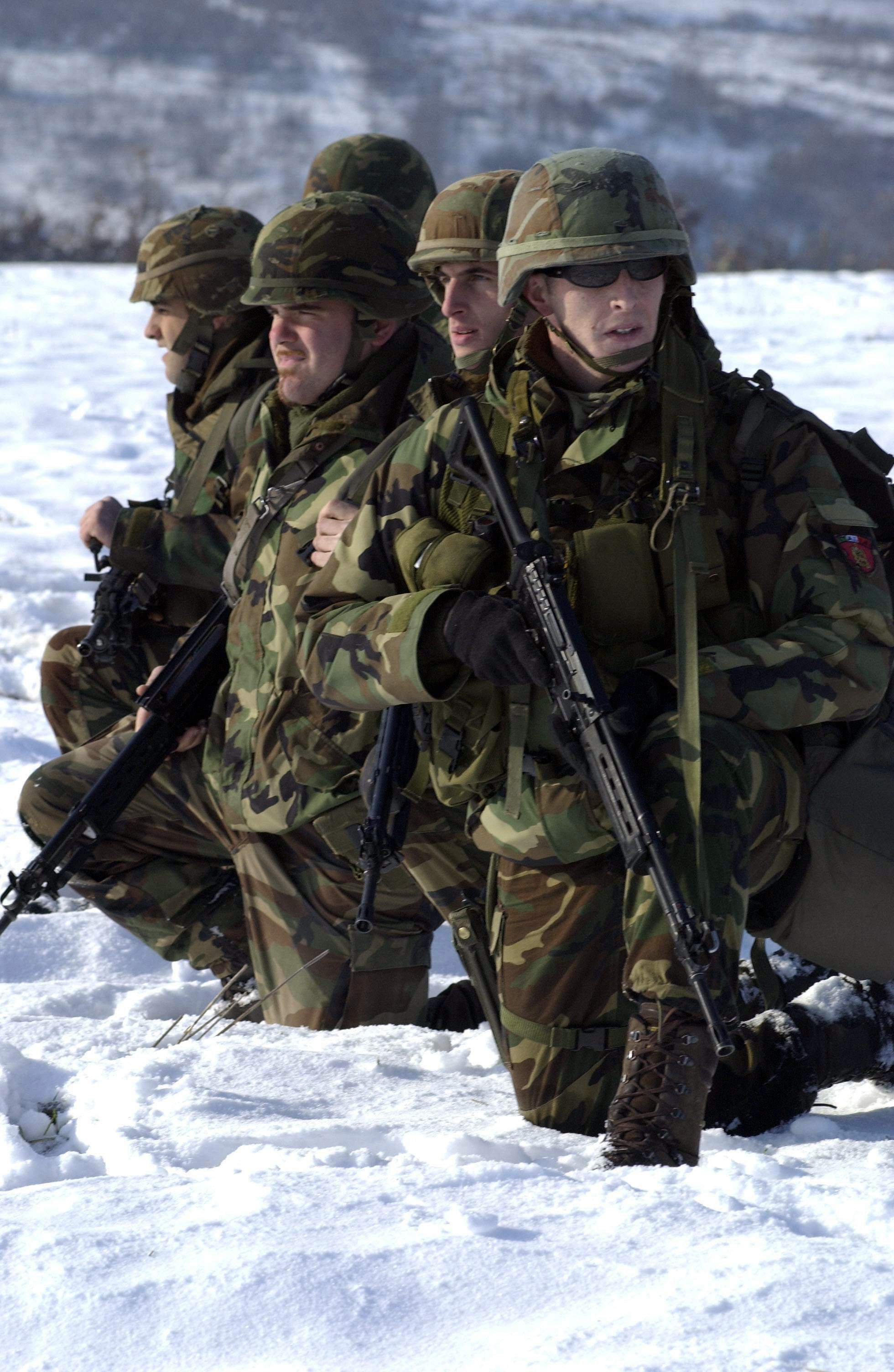
Lagunari in addestramento (Kosovo 2003)
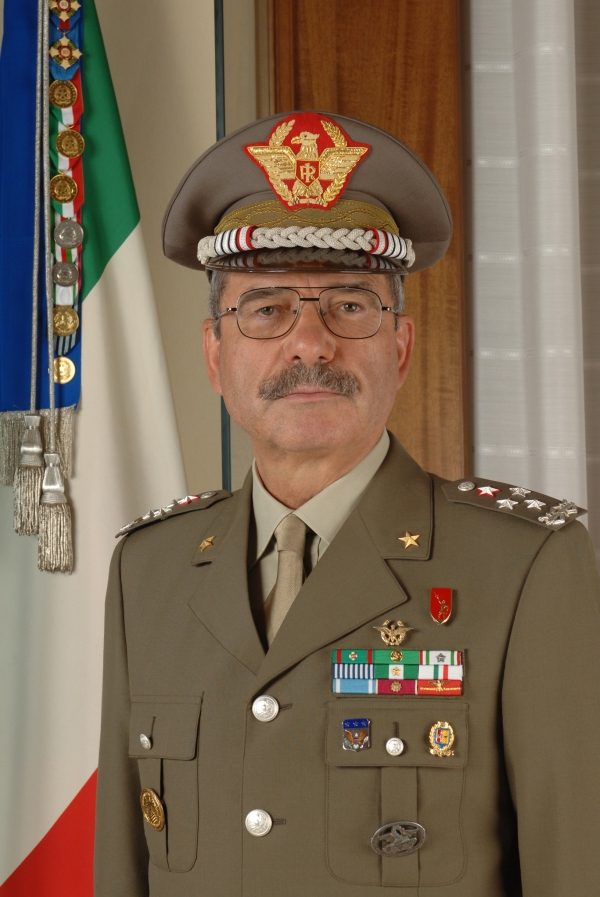
Generale Fabrizio Castagnetti in uniforme ordinaria

## Copricapo
Capo di vestiario di particolare rilevanza, anche per antiche tradizioni è il copricapo, che si differenzia a seconda del tipo di uniforme, del grado, della specialità e del reparto di appartenenza.

Per l'uniforme di servizio e combattimento sono in uso il basco amaranto per le truppe della Brigata paracadutisti "Folgore", il basco azzurro per il personale in forza all'Aviazione dell'Esercito e alla fanteria aeromobile, il basco verde per il reggimento Lagunari, il basco grigio-verde per 9º rgt. incursori del Col Moschin, il fez ed il basco con sottopanno per fregio cremisi per i volontari in servizio nei reggimenti bersaglieri, il berretto norvegese per gli alpini e il basco nero per il rimanente personale. Tranne che per il fez e il berretto norvegese, a tutti i copricapi di questo tipo viene applicato il fregio di specialità metallico.

Per l'uniforme ordinaria quasi tutto il personale utilizza il berretto rigido dello stesso colore dell'uniforme con applicato il fregio in tessuto dorato, mentre il personale dell'artiglieria a cavallo utilizza il chepì e il personale degli Alpini il tipico cappello alpino.

Esiste inoltre un copricapo piumato particolare, in uso presso i bersaglieri, detto "la Vaira".

L'uniforme da cerimonia prevede per tutto il personale l'utilizzo del berretto rigido in panno nero con fregio dorato e in versione maschile e femminile.

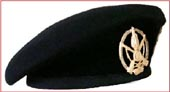
Basco nero, tipico delle unità terrestri dell'Esercito
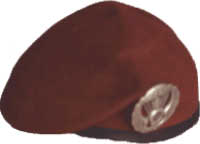
Basco amaranto della Brigata Folgore
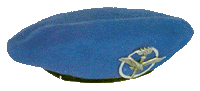
Basco azzurro dell'Aviazione dell'Esercito
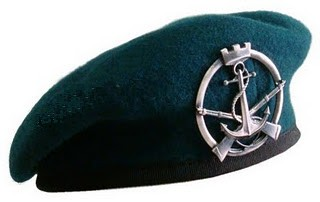
Basco verde dei Lagunari
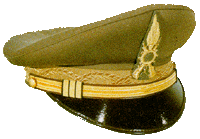
Berretto rigido da uniforme ordinaria per capitano
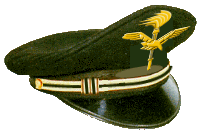
Berretto rigido da uniforme da cerimonia per maresciallo
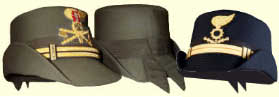
Berretti rigidi in versione femminile
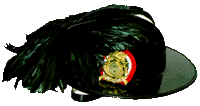
Vaira dei Bersaglieri
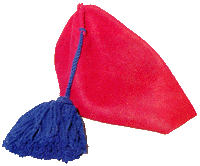
Fez dei Bersaglieri (solo VFP1 e VFP4)
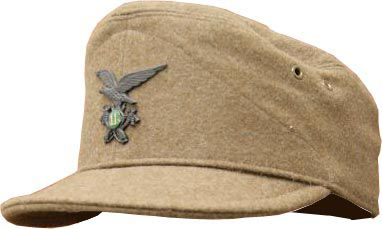
Berretto Norvegese per Truppe Alpine
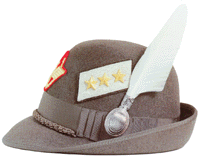
Cappello alpino per generali (Gen. C.A.)
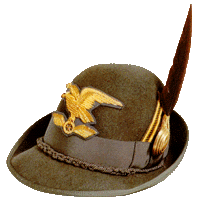
Cappello alpino per sottufficiali e ufficiali
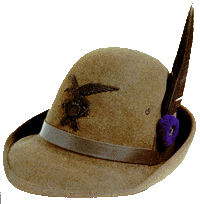
Cappello alpino per VFP1 e VFP4
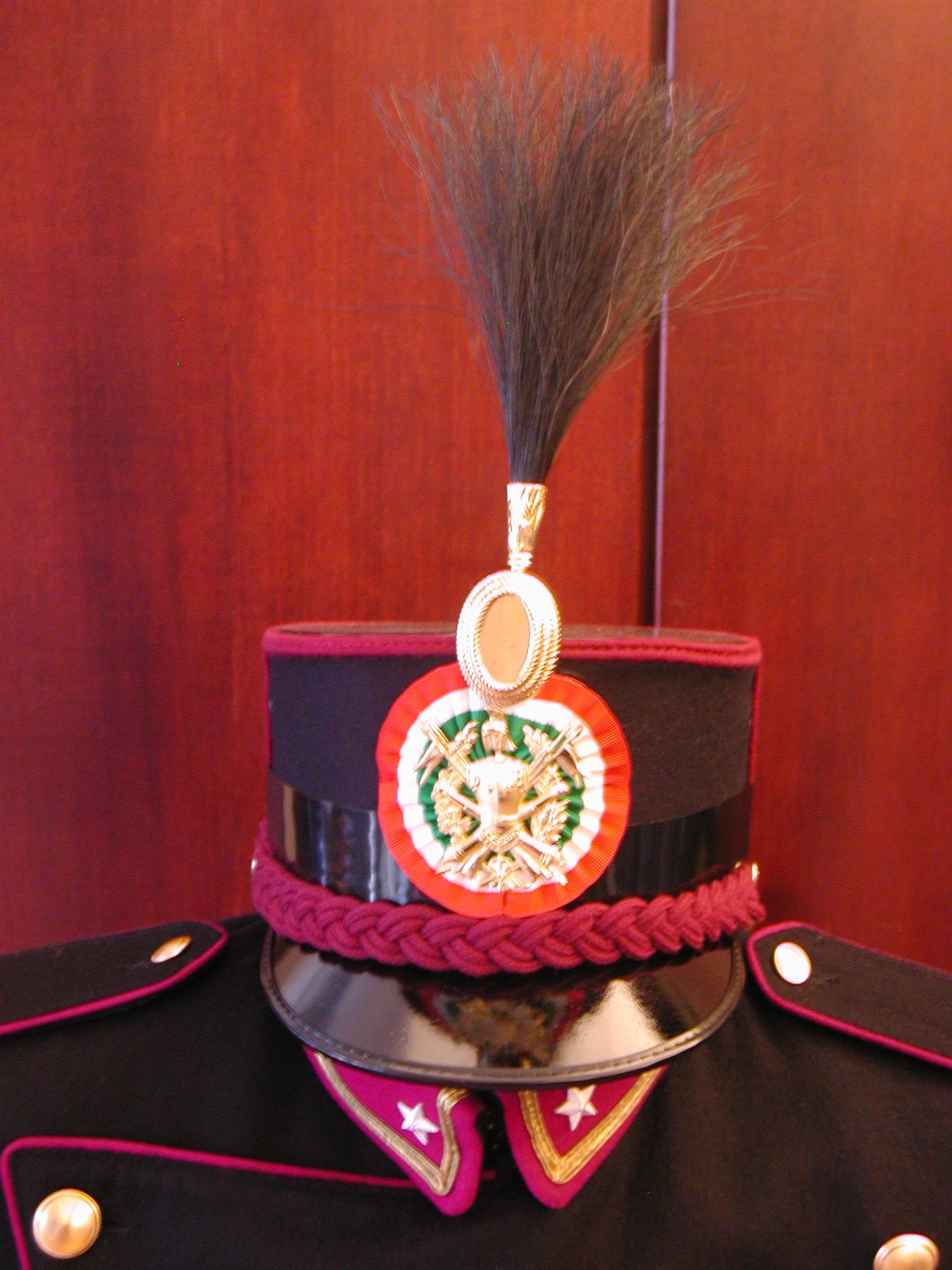
Chepì dell'Accademia Militare di Modena
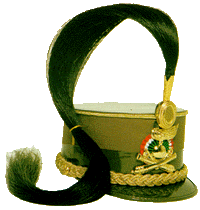
Chepì da Ufficiali di artiglieria a cavallo
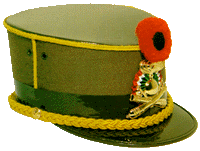
Chepì da Truppa di artiglieria a cavallo
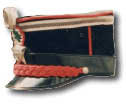
Chepì della Banda dell'Esercito

## Fregi
I fregi sono distintivi che individuano Armi, Corpi e specialità sui copricapo in uso. Ne esistono essenzialmente di due tipi: metallici per basco, utilizzati per l'uniforme di servizio sui baschi nero, amaranto e azzurro, e dorati in filo (o plastica) per berretto rigido, chepì o cappello alpino da ordinaria. Per il cappello alpino, inoltre è previsto per il personale in ferma prefissata l'applicazione del fregio di colore nero. Gli ufficiali generali utilizzano come fregio un'aquila, argentata per generali di brigata e divisione e dorata per generali di corpo d'armata, ad ali spiegate recante sul petto uno scudo rosso con la cifra RI (Repubblica italiana) e poggiata su due rami di quercia e di alloro, sottopannata in panno robbio. Gli allievi dell'Accademia Militare di Modena e della Scuola Sottufficiali dell'Esercito utilizzano il fregio "pluriarma" sia sul basco che sul chepì.
Le immagini e i dati che seguono sono presi da:

### Fanteria

#### Fanteria di linea

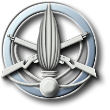
Fregio di fanteria per basco
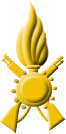
Fregio di fanteria per berretto rigido

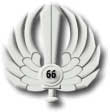
Fregio di fanteria aeromobile per basco
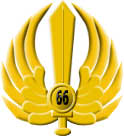
Fregio di fanteria aeromobile per berretto rigido

#### Granatieri

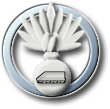
Fregio dei granatieri per basco
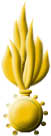
Fregio dei granatieri per berretto rigido
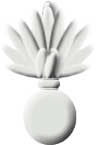
Fregio dei granatieri per colbacco

#### Bersaglieri

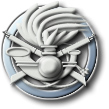
Fregio dei bersaglieri per basco
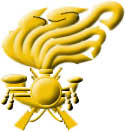
Fregio dei bersaglieri per berretto rigido
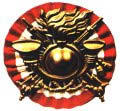
Fregio dei bersaglieri per Vaira (cappello da bersagliere)

#### Alpini
Ogni fregio dorato ha una controparte nera identica nel disegno per indicare le truppe in Ferma prefissata

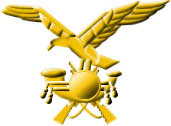
Fregio generico da alpini in servizio permanente
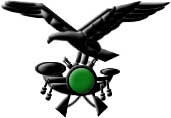
Fregio generico da alpini per truppa in Ferma prefissata
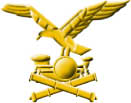
Fregio artiglieria da montagna
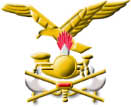
Fregio per alpini del genio guastatori
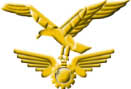
Fregio per alpini dei trasporti e materiali (autieri alpini)
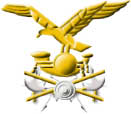
Fregio per alpini delle trasmissioni
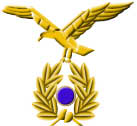
Fregio per alpini del Corpo di commissariato
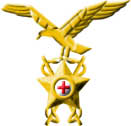
Fregio per medici alpini
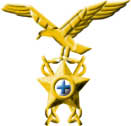
Fregio per veterinari alpini
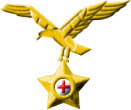
Fregio per il personale sanitario alpino
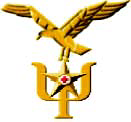
Fregio per psicologi alpini
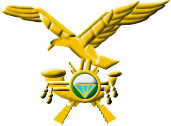
Fregio per alpini paracadutisti

#### Paracadutisti e incursori

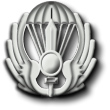
Fregio dei paracadutisti per basco
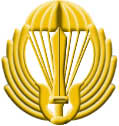
Fregio dei paracadutisti per berretto rigido

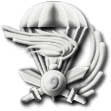
Fregio degli incursori del Col Moschin per basco
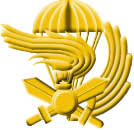
Fregio degli incursori del Col Moschin per berretto rigido

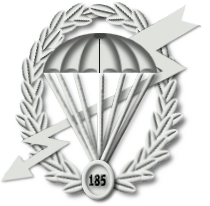
Fregio del 185° r.a.o. per basco
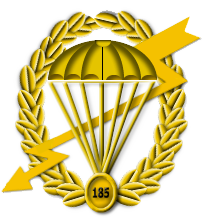
Fregio dei 185° r.a.o. per basco rigido

#### Lagunari

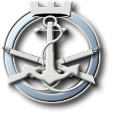
Fregio dei Lagunari per basco
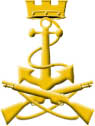
Fregio dei Lagunari per berretto rigido

### Cavalleria
La versione del fregio per il berretto rigido è identica ma dorata e senza il cerchio attorno all'immagine.

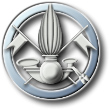
Fregio di cavalleria di linea per basco
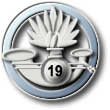
Fregio dei cavalleggeri per basco
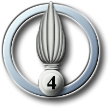
Fregio dei dragoni per basco
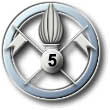
Fregio dei lancieri per basco
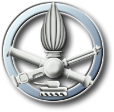
Fregio dei carristi per basco

### Artiglieria
La versione del fregio per il berretto rigido è identica ma dorata e senza il cerchio attorno all'immagine

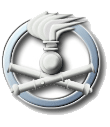
Fregio dell'Artiglieria Terrestre da Campagna e dell'Artiglieria Terrestre Fuori Corpo da basco
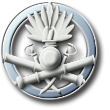
Fregio dell'Artiglieria Terrestre a Cavallo da basco
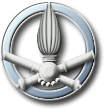
Fregio dell'Artiglieria Terrestre Pesante da basco
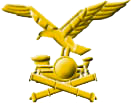
Fregio dell'Artiglieria Terrestre da Montagna per cappello alpino e per berretto "norvegese" (personale in S.P.E.)
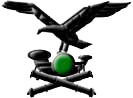
Fregio dell'Artiglieria Terrestre da Montagna per cappello alpino e per berretto "norvegese" (personale di Truppa VFP1 - VFP4)
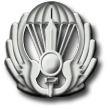
Fregio dell'Artiglieria Terrestre Paracadutisti da basco
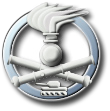
Fregio dell'Artiglieria Terrestre Semovente per basco
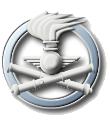
Fregio dell'Artiglieria Controaerei per basco

### Genio
La versione del fregio per il berretto rigido è identica ma dorata e senza il cerchio attorno all'immagine

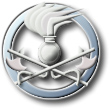
Fregio del Genio pionieri per basco
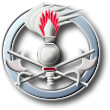
Fregio del Genio guastatori per basco
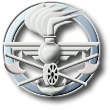
Fregio del Genio ferrovieri per basco
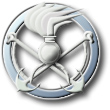
Fregio del Genio pontieri per basco

### Trasmissioni
La versione del fregio per il berretto rigido è identica ma dorata e senza il cerchio attorno all'immagine

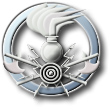
Fregio delle Trasmissioni
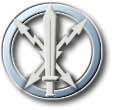
Fregio dei reparti di guerra elettronica

### Trasporti e Materiali
La versione del fregio per il berretto rigido è identica ma dorata e senza il cerchio attorno all'immagine

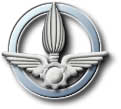
Fregio dell'Arma Trasporti e Materiali

### Corpo sanitario
La versione del fregio per il berretto rigido è identica ma dorata e senza il cerchio attorno all'immagine

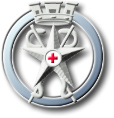
Fregio per ufficiali medici
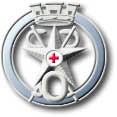
Fregio per ufficiali odontoiatri
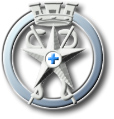
Fregio per ufficiali veterinari
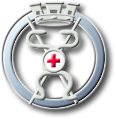
Fregio per ufficiali farmacisti
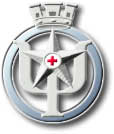
Fregio per ufficiali psicologi
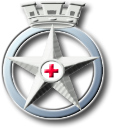
Fregio del  Corpo sanitario per il personale non laureato

### Corpo di commissariato, Corpo degli ingegneri
La versione del fregio per il berretto rigido è identica ma dorata e senza il cerchio attorno all'immagine

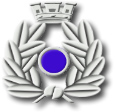
Fregio del Corpo di commissariato per basco
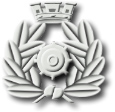
Fregio del Corpo degli ingegneri per basco

### Altri fregi
La versione del fregio per il berretto rigido è identica ma dorata e senza il cerchio attorno all'immagine

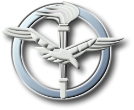
Fregio dell'Aviazione dell'Esercito AVES da basco
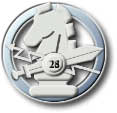
Fregio del 28º Reggimento PSYOPS "Pavia" da basco
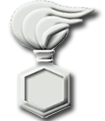
Fregio del  7º Reggimento NBCR "Cremona" da basco
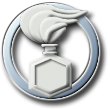
Fregio delle Unità di Difesa NBCR da basco
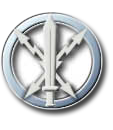
Fregio delle Unità della Brigata Informazioni Tattiche da basco
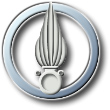
Fregio delle Scuole militari da basco
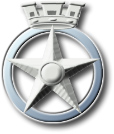
Fregio dei reparti autonomi da basco
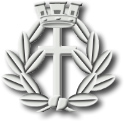
Fregio dei cappellani militari da basco
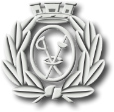
Fregio dei Maestri di scherma da basco
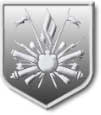
Fregio CIMIC Multinational CIMIC Group (MNCG) da basco
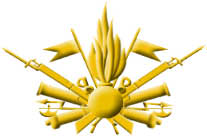
Fregio CIMIC Multinational CIMIC Group (MNCG) per berretto rigido
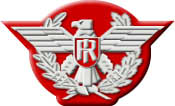
Fregio da generale di brigata e divisione
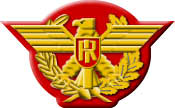
Fregio da generale di corpo d'armata
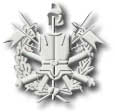
Fregio pluriarma da basco
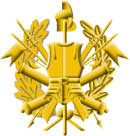
Fregio pluriarma da chepì

## Mostreggiature (o mostrine)
Le mostreggiature sono attualmente prodotte in metallo smaltato e individuano l'Arma, Specialità o Corpo di appartenenza del militare che le indossa e si distinguono fra loro per forma, colore e simboli tradizionali. Sono portate sulla giubba (o sulla camicia quando previsto) dell'uniforme ordinaria e di servizio.

## Medaglie e decorazioni
Le decorazioni sono accessori dell'uniforme, composti generalmente da un'insegna in metallo con nastro, di placca o a fascia, che indicano la concessione al militare di ricompense al valore o al merito o di altri tipi di riconoscimenti come onorificenze cavalleresche o comunque indicano particolari meriti del decorato come la frequenza di corsi di alta formazione, come i corsi presso le scuole di guerra, il raggiungimento di una certa anzianità di servizio o l'aver subito ferite in servizio o in combattimento. Nell'uniforme di servizio alle placche e alle medaglie vengono sostituiti i nastrini, che indicano anche il possesso di specifiche competenze professionali e il conseguimento di diversi brevetti.
Le decorazioni vengono divise in decorazioni nazionali, cioè concesse da autorità nazionali; decorazioni non nazionali concesse da autorità estere non necessariamente statali come gli organismi internazionali o soprannazionali; decorazioni militari, cioè destinate generalmente al personale militare per meriti militari; decorazioni non militari, cioè destinate indipendentemente dallo status di civile o militare.
L'utilizzo delle decorazioni è regolato da uno specifico regolamento e l'uso delle decorazioni autorizzate è obbligatorio, mentre per le decorazioni non nazionali è necessaria preventiva autorizzazione per l'utilizzo, tranne nel caso delle decorazioni conferite dalla NATO e dall'ONU la cui autorizzazione è automatica. L'autorizzazione all'utilizzo delle insegne, salvo revoca della decorazione, è permanente e non prevede rinnovi. Le decorazioni rilasciate dalla Croce Rossa Italiana e dal Sovrano Militare Ordine di Malta non necessitano di autorizzazione.

### Medaglie

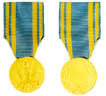
Medaglia d'oro al valore dell'Esercito
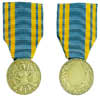
Medaglia d'argento al valore dell'Esercito
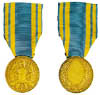
Medaglia di bronzo al valore dell'Esercito
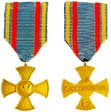
Croce d'oro al merito dell'Esercito
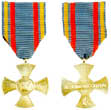
Croce d'argento al merito dell'Esercito
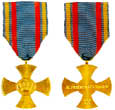
Croce di bronzo al merito dell'Esercito

### Nastrini

#### Decorazioni

Medaglia d'oro al valore dell'Esercito
Medaglia d'argento al valore dell'Esercito
Medaglia di bronzo al valore dell'Esercito
Croce d'oro al merito dell'Esercito
Croce d'argento al merito dell'Esercito
Croce di bronzo al merito dell'Esercito
Medaglia al merito di lungo comando nell'Esercito (20 anni)
Medaglia al merito di lungo comando nell'esercito (15 anni)
Medaglia al merito di lungo comando nell'esercito (10 anni)

### Distintivi

Distintivo Nato Defence College
Distintivo Centro Alti Studi Militari
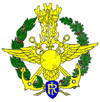
Distintivo per frequentatori del corso superiore di stato maggiore interforze
Distintivo corso superiore di stato maggiore
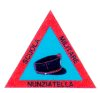
Distintivo tradizionale ex-allievi della Scuola militare "Nunziatella"
Distintivo tradizionale ex-allievi della Scuola militare "Teulié"
Distintivo di paracadutista abilitato al lancio
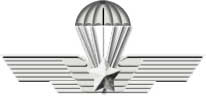
Distintivo di paracadutista militare
Distintivo di direttore di lancio
Distintivo di incursore abilitato al lancio d'alta quota
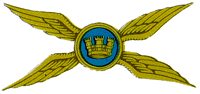
Distintivo di specialista di bordo su elicottero
Distintivo dello Sport Militare
Distintivo per Ufficiali Commissari (Nomina diretta)